# 1997年リトアニア大統領選挙
1997年リトアニア大統領選挙は、1997年12月と1998年1月にリトアニアで行われた大統領選挙。1997年12月21日に第 1 回投票が行われ、無所属のアルトゥーラス・パウラウスカスが最も多くの票を集め、同じく無所属のヴァルダス・アダムクスがそれを追う展開となった。いずれの票も過半数には届かず決選投票へもつれこみ、翌年1月4日の決選投票でアダムクス候補がパウラウスカス候補を僅差で破り、逆転当選を果たした。

## 選挙制度など
大統領選挙の制度は以下のとおりである。
- 選挙事由：任期満了
- 選挙権：18歳以上のリトアニア国民
- 被選挙権：40歳以上のリトアニア国民（NKVD・NKGB・MGB・KGB、ソ連政府・ソ連構成国政府および外国関係機関での勤務有無および勤務経験について全候補者が報告したうえで中央選挙委員会の是認を受ける必要あり。また有権者2万人分の署名がない場合は正式な候補者にはなれない）
- 大統領の任期：5年（1回のみ再選可能）
- 選挙方式：2回投票制。第1回投票で過半数得票を得た候補者がいない場合、上位2名による決選投票を実施。最多得票を得た候補が当選。

## 選挙結果
選挙結果は以下のとおり。
| 候補者名                           | 所属政党                     | 第 1 回投票 | 第 1 回投票 | 決選投票 | 決選投票 |
| 候補者名                           | 所属政党                     | 票数        | %           | 票数     | %        |
| ---------------------------------- | ---------------------------- | ----------- | ----------- | -------- | -------- |
| アルトゥーラス・パウラウスカス     | 無所属                       | 838,819     | 44.73       | 953,775  | 49.22    |
| ヴァルダス・アダムクス             | 無所属                       | 516,798     | 27.56       | 968,031  | 49.96    |
| ヴィータウタス・ランズベルギス     | 祖国同盟                     | 294,881     | 15.73       | -        | -        |
| ヴィーテニス・アンドリュカイティス | リトアニア社会民主党         | 105,916     | 5.65        | -        | -        |
| カジース・ボベリス                 | リトアニア・キリスト教民主党 | 73,287      | 3.91        | -        | -        |
| ロランダス・パヴィリョニス         | 無所属                       | 16,070      | 0.86        | -        | -        |
| リマンタス・スメトナ               | リトアニア人民族主義連合     | 6,697       | 0.36        | -        | -        |